# スズキ・スプラッシュ
スプラッシュ（SPLASH）は、スズキが2008年に発売した小型ハッチバックである。ハンガリーのマジャールスズキ社で製造され、ヨーロッパ各国で販売された。また、同年10月より日本での輸入販売も開始された。 
基本ボディは共通ながら、オペル向けにOEM供給され、専用のフロント・リアエンドデザインを与えられた上でオペル・アギーラ（大陸ヨーロッパ）、ボクスホール・アギーラ（イギリス）としても販売されている。さらに、インドではマルチ・スズキ・インディア社によって「リッツ（Ritz）」、中国では昌河汽車（昌河鈴木）によって「派喜」の名称で生産・販売されている。

## 概要
ヨーロッパ市場向けにワゴンR+の後継車種として開発された。プラットフォームは、2代目スイフトがベースとなっている。2代目スイフトとの比較での車体寸法は、全高以外が一回り小さく、ホイールベースも30mm短い2,360mmである。ベースのスイフトよりも高く短い車体形状は空力面では不利な要素であるが、ルーフ後端を下げたり後輪前にストレーキを装備することでベース車と同じCD値0.32を達成している。エンジンは直列3気筒（K10B型）1,000ccガソリンエンジン、直列4気筒（K12B型）1,200ccガソリンエンジン、直列4気筒（K14B型）1,400ccガソリンエンジンと、フィアット製直列4気筒1,300ccマルチジェット直噴ディーゼルエンジンが用意され、5速MTもしくは4速ATとの組み合わせとなる。
スズキには2008年（平成20年）までゼネラルモーターズ（GM）が資本参加しており、その関係から、前述のとおりGMの欧州子会社にもOEM供給されていた。ドイツのオペル及びイギリスのボクスホールでは、「アギーラ」の2代目モデル（初代モデルはワゴンR+の姉妹車であった）として販売される。スズキの世界戦略第2ステージ初代の車型と位置付けられており、ほかにはインドにおいてマルチ・スズキ・インディア、さらに中国では長安汽車グループの昌河汽車（昌河鈴木）によって製造・販売が行われている。

### 日本での販売
欧州での好調な販売を受け日本国内への投入も決定したが、日本国内の各工場は生産キャパシティに余裕がなく、ハンガリーのマジャールスズキ社から輸入し、スズキ相良工場（のちに湖西工場に変更）でPDI後に販売するかたちとなった。スズキとしては初めての海外生産小型乗用車の国内販売である。2012年4月の時点では在庫販売を終了していたため、サイト上では表示されなくなっていたが、同年5月より表示を再開した。
燃費と排ガス規制を考慮し、2代目スイフトと同じく、1.2LのK12B型エンジンにアイシンAW（現・アイシン）製のCVTを組み合わせた日本市場専用設定となり、「平成17年排出ガス基準75%低減レベル（☆☆☆☆）」と「平成22年度燃費基準+15%」を同時に達成。2011年2月の一部改良でエンジンは同じK12B型ながら、3代目スイフトや3代目ソリオと同じく吸排気VVT搭載仕様に、CVTもジヤトコ製の副変速機構付CVTに変更となったため燃費が向上し、「平成22年度燃費基準+25%」を達成した。駆動方式はFF+CVTのみに絞られている。これらのエンジンとCVTは日本からハンガリーへ輸出され、現地で組み付けられている。ボディーカラーは全6色、カラーに応じて3色のインテリアを設定。
日本国内専用装備としてフロントのプッシュカップホルダーとセキュリティーアラーム、リヤパワーウインドーが装備される一方でリヤフォグランプが省略される。バッテリーは底部クランプ式の欧州型であり、取付方法は一般的な日本車仕向けのバッテリーと異なる。日本仕様の右ハンドル車でも左ハンドル車と同じセレクトレバーを使用していることから、大半の日本車とは逆の右方向でのセレクトとなる。
なお、同様に日本国外向けを輸入販売するホンダ・シビックタイプR（2代目）、三菱・トライトン、三菱・ミラージュ（6代目）、日産・マーチ（4代目）、日産・ラティオ、トヨタ・アベンシス、トヨタ・タウンエース（4代目商用シリーズ）/ライトエース（6代目商用シリーズ）などとは異なり、車台番号はVIN方式による17桁表記である。
大柄でしっかりした造りのシート（シートリフター付き）が採用され、サイドカーテンを含めた6つのエアバッグ、定員人数分のヘッドレストと3点式シートベルト（プリテンショナー機構+フォースリミッター機構付き）、イモビライザー付きキーレスエントリー、さらに2011年の改良ではESPも標準装備されるなど、低価格ながら欧州基準の装備がそのまま日本国内向けにも適用されており、安全性を売りにする欧州メーカーのコンパクトカーにも見劣りしない。同クラスの日本車では小物入れの数やルーフ内張りの厚みばかりが重要視されがちであるが、スプラッシュのそれは日本車と比較して簡素なものが採用され、あくまで実用車としての車作りに徹している。一方で、ラゲッジアンダーボックスに収納できるラゲッジシェルフや、セレクトレバーの邪魔にならないようにせり出すインパネのカップホルダーなど、細かな部分では日本的な気配りも取り入れられている。
乗り味は、柔らかさばかりを強調したものや、低コストで操縦安定性を容易に確保できる全域で硬いものなどが多い日本車とは一線を画しており、微小入力域からよく動き、大入力に対してはたっぷりと確保したストロークで衝撃をいなす、少し前のドイツ車風のサスペンションセッティングがなされている。これは、開発段階でOEM先のオペルから、自社基準（欧州標準）の走行性能を満たすために多くの提案があったことが影響している。

## 型式 XB32S型（2008年-2014年）
- 2006年 - パリサロンで、コンセプトモデル「プロジェクトスプラッシュ」を発表。
- 2007年
  - 9月 - フランクフルトモーターショーでワールドプレミア。
  - 10月 - 東京モーターショーに展示。
- 2008年
  - 3月 - 欧州で生産・販売開始。
  - 10月21日 - 日本国内販売開始[7]。月間目標販売台数は500台（年間目標販売台数6,000台）。
- 2009年5月15日 - インドで生産・販売開始[注釈 4]。現地名は「リッツ（Ritz）」。
- 2010年1月21日 - スズキ国内累計販売台数2,000万台達成を記念した特別仕様車「リミテッド」を発売。エアロパーツ、マルチリフレクターフロントフォグランプ、専用15インチアルミホイール、タコメーター、本革巻ステアリングホイール、専用シート表皮、運転席・助手席シートヒーターを装備し、グレー内装を採用した。ボディカラーは専用色のクールホワイトパール、ギャラクティックグレーメタリックを含む4色を設定[8]。
- 2011年2月22日 - 一部改良（2型）。エンジンやCVTの変更に加え、タイヤのスリップや横滑りを抑えて、安定走行をサポートするESPとキーレススタートシステム（ノブ式）を新たに標準装備し、15インチアルミホイールはスポーティーなスポーク形状に、シート表皮は幾何学模様をあしらった2トーンデザインにそれぞれ変更。また、ボディカラーの「スプラッシュグリーンメタリック」と「ブライトレッド5」が廃止となり、これらのボディカラーに設定されていたブラックインテリアも同時に廃止された[9]。
- 2011年11月18日 - 中国で生産・販売開始。現地名は「派喜」。スズキのエンブレムは使用せず、現地昌河汽車（昌河鈴木）の新エンブレムを使用する。エンジンは中国専用の1.4 Ｌ、5速MTのみの設定である。
- 2012年
  - 4月 - 日本国内での販売を一旦終了。
  - 5月1日 - 発表に先立ち、公式サイト上で日本仕様・マイナーチェンジモデルの外観・内装・ボディカラーを公開。
  - 6月12日 - 日本国内でのマイナーチェンジを発表（同年7月30日販売開始、4型）。メカニズムは従来通りだが、内外装のデザインを変更。グリル・バンパー一体型のフロントフェイスは大きく開いたデザインとすることで、ボンネットフード、フォグランプベゼル、バンパーのすべてが新造品となった。リアもバンパーのデザインを変更した。ボディカラーは「ラグーンターコイズメタリック2」と入れ替わりで追加した「スパークリングブルーメタリック」を4色を設定。インテリアではインパネセンターガーニッシュにピアノブラック調を、ドアトリム・シート表皮にブラック基調をそれぞれ採用した[10]。
- 2014年
  - 8月31日 - 日本国内での販売終了。
  - 10月 - スズキでの製造が終了したことが明らかになる[11]。

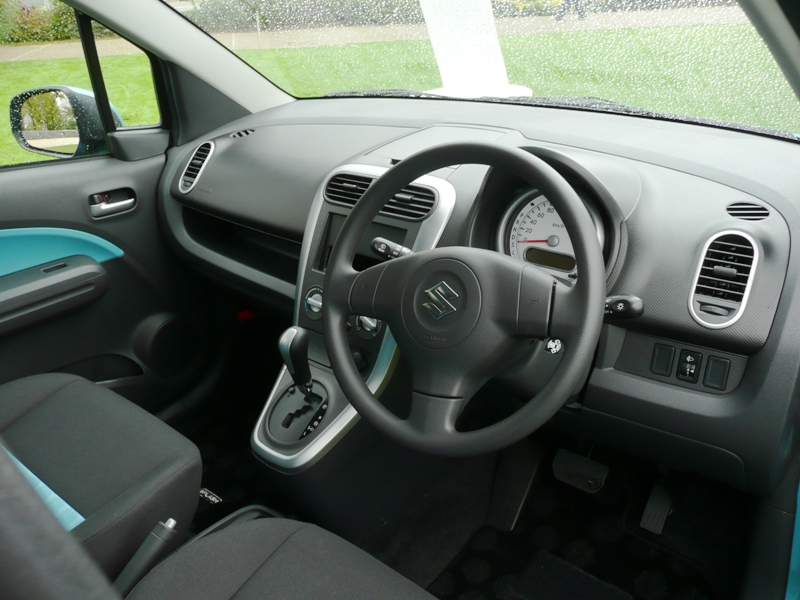
前期　車内
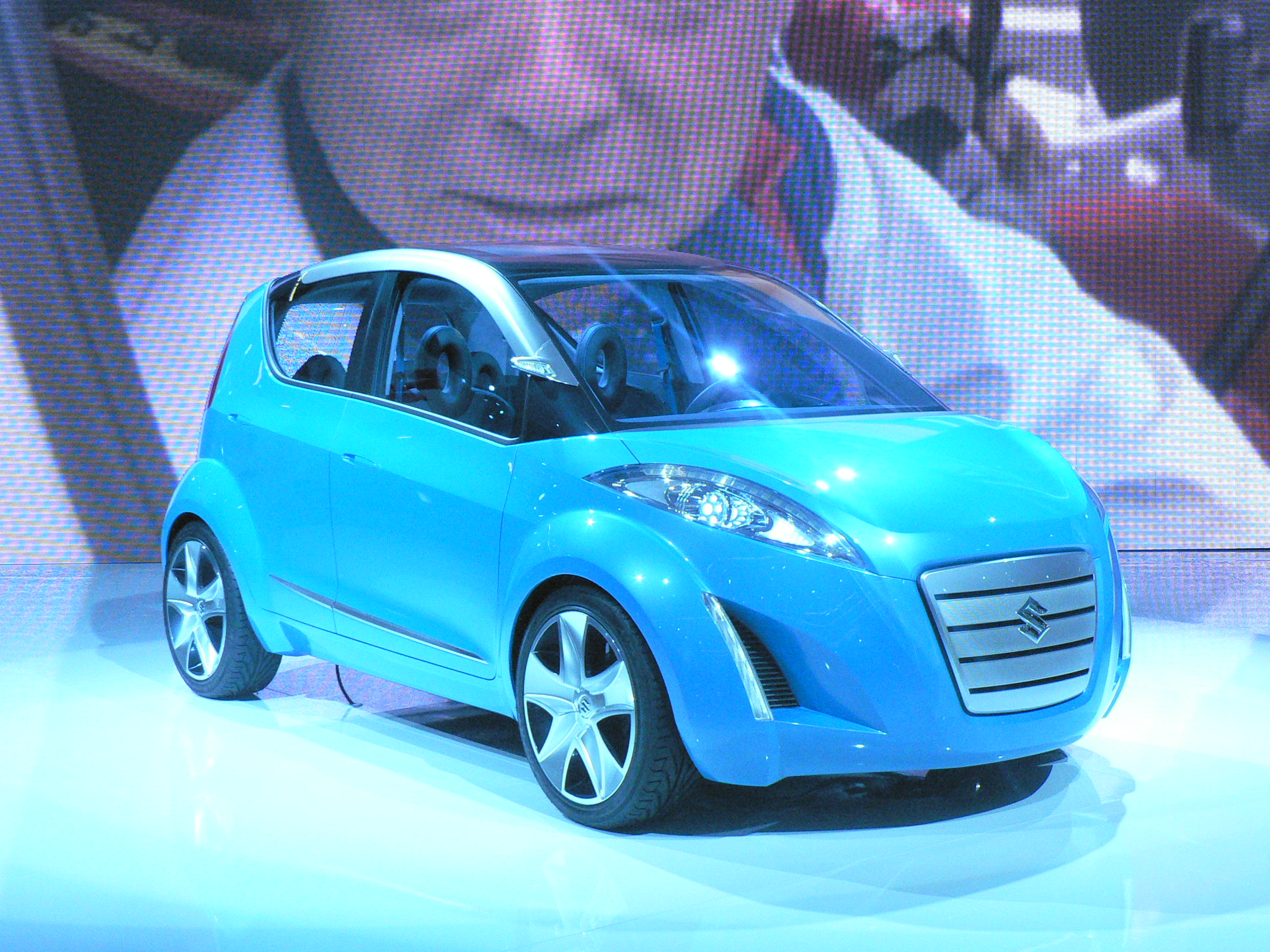
プロジェクトスプラッシュ